# دریاسالار ویدی‌میر
 دریاسالار ویدی‌میر (نام علمی: Limenitis weidemeyerii) از گونه‌های مربوط به خانواده فرچه‌پایان است. زیستگاه و پراکندگی این گونه در آمریکای شمالی می‌باشد.

## ظاهر
رنگ بال‌های این گونه سیاه و سفید با خال‌های سفید در حاشیه بال‌هاست.

## نگارخانه

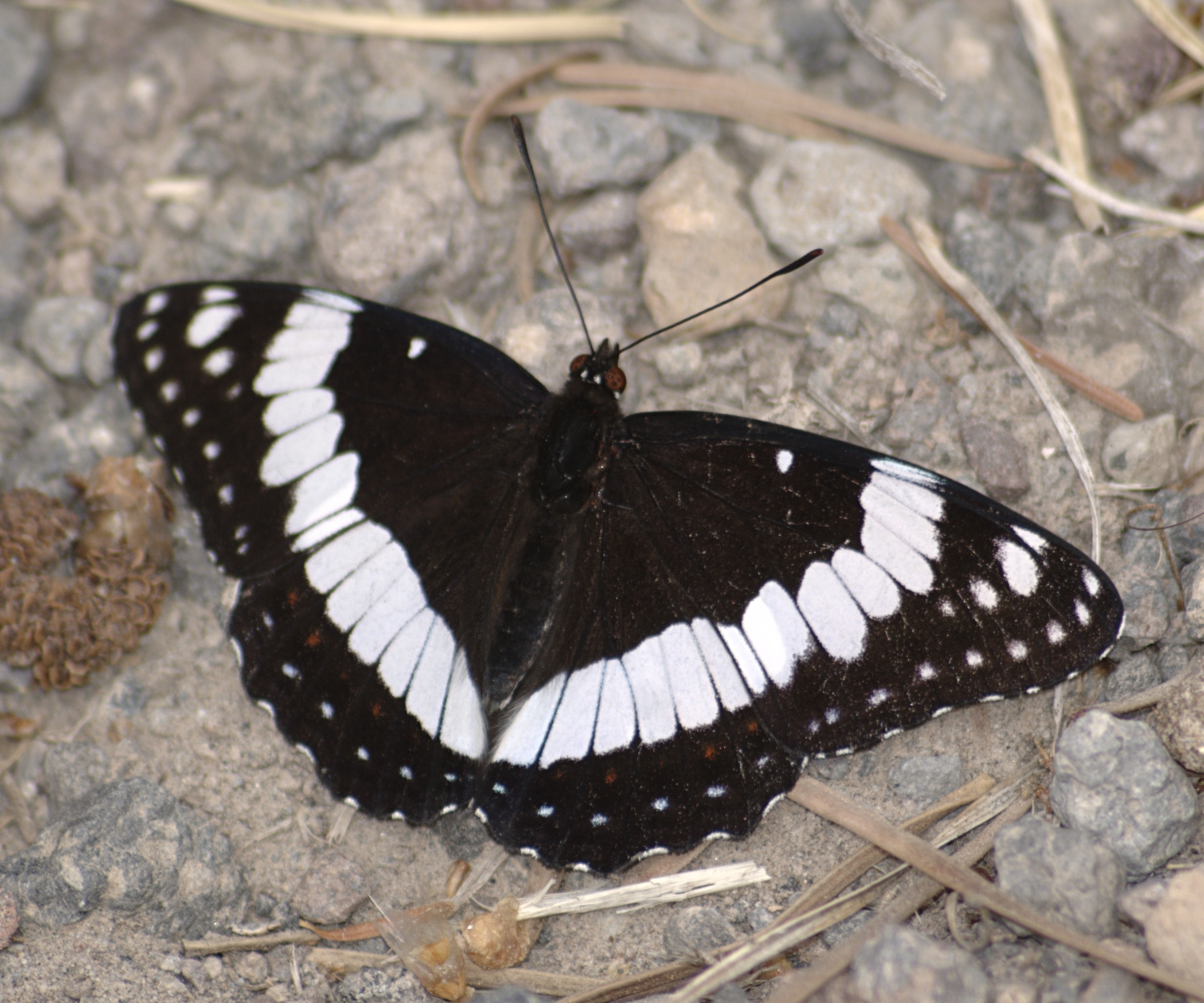
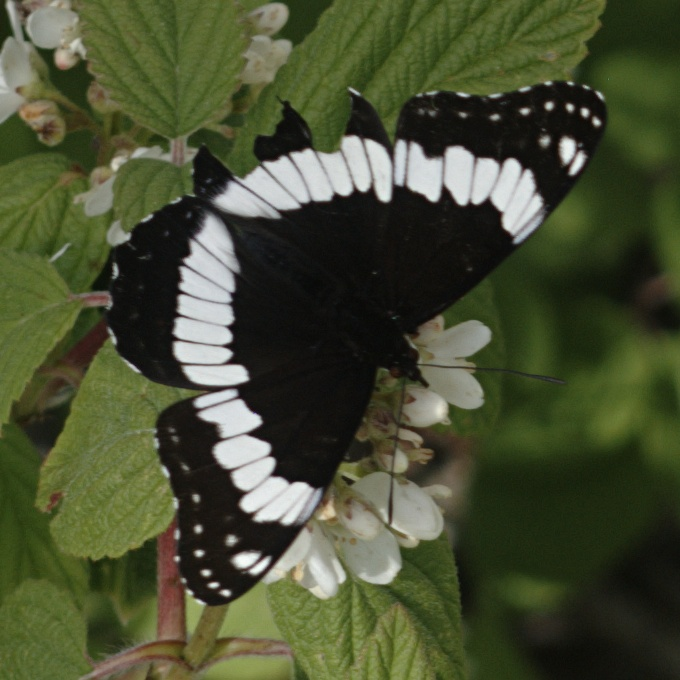
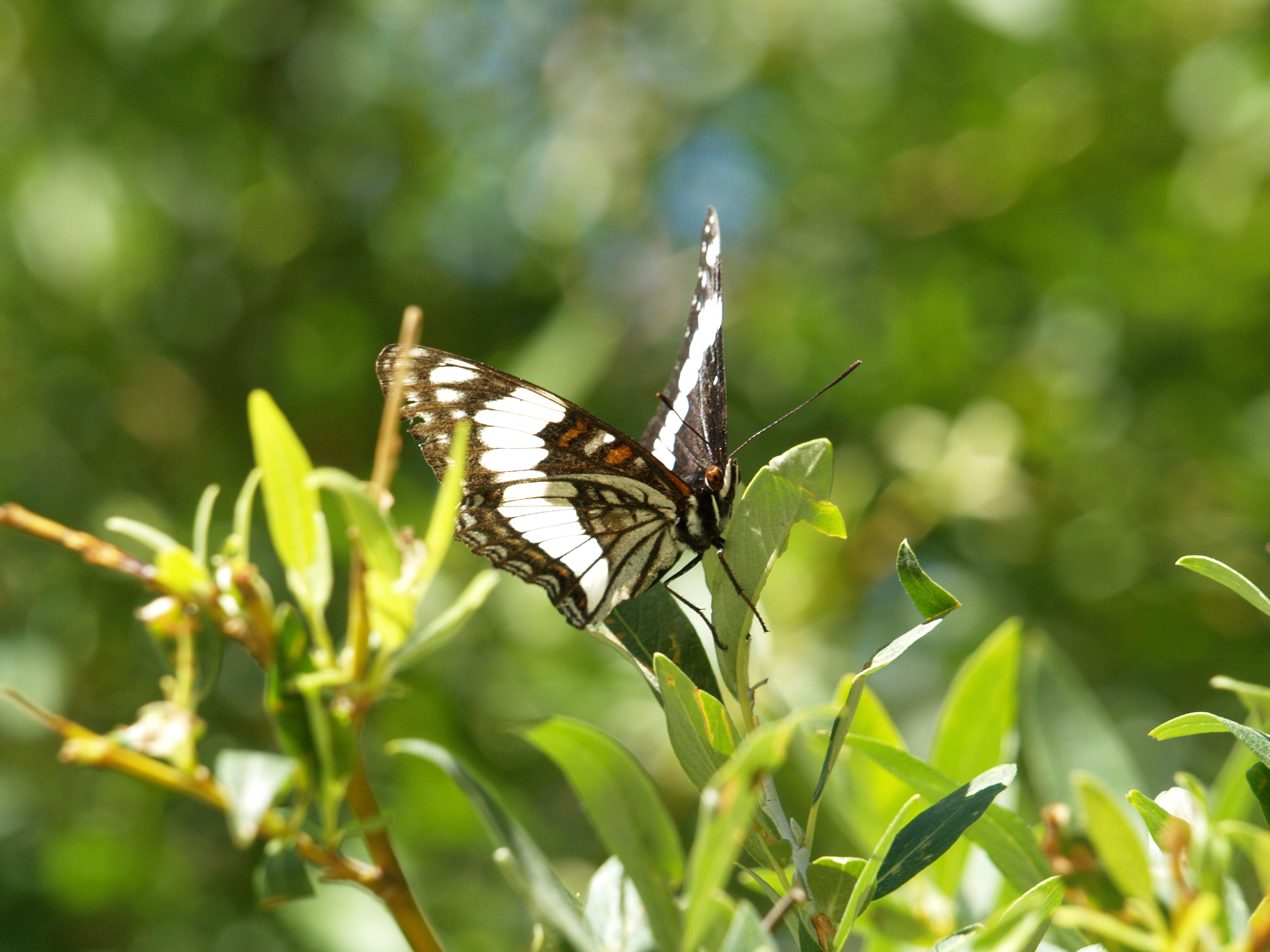
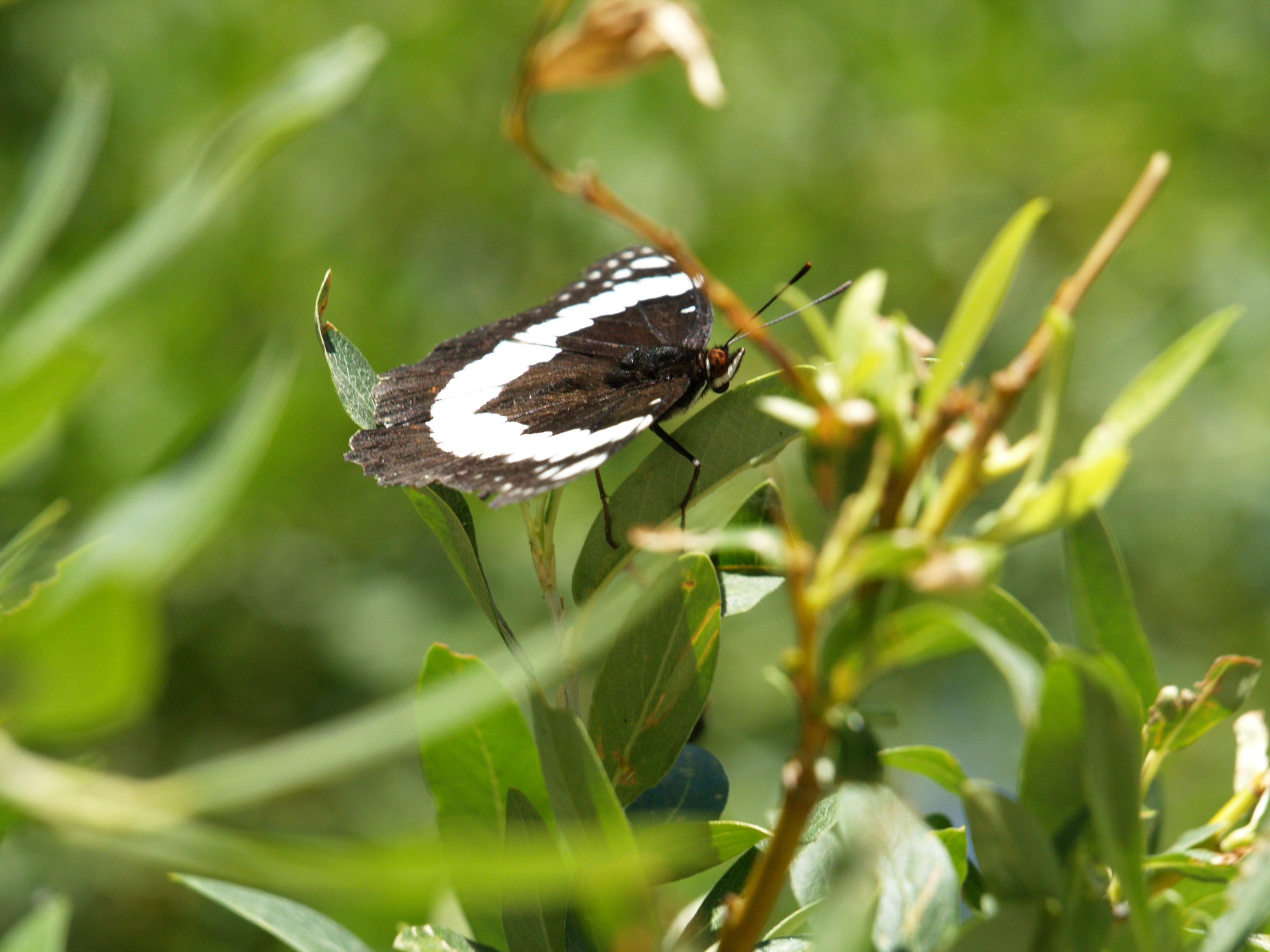